# Brit Air
Brit Air è stata una compagnia aerea regionale, anche sussidiaria di Air France, con sede a Morlaix in Bretagna. Nel 2012 risultò essere la quarta compagnia aerea francese per traffico passeggeri con 1,7 milioni di passeggeri.

## Storia
La società, conosciuta all'estero anche come Brittany Air, fu fondata a Morlaix (Bretagna) il 28 luglio 1973 per favorire lo sviluppo economico della regione. Principale animatore fu Xavier Leclerq, successivamente nominato presidente e direttore generale. Gli inizi furono modesti, con un paio di Piper PA-23 messi a disposizione nel 1974 da alcuni privati. Nel 1975 fu rilasciato il disciplinare che consentiva il trasporto pubblico, iniziato il 30 giugno. Trascorsero altri quattro anni finché, finalmente, il 2 aprile 1979, iniziavarono i primi collegamenti di linea verso destinazioni nazionali. Nel 1978 furono consegnati i primi velivoli degni del trasporto passeggeri, gli Embraer 110 "Bandeirante". L'anno successivo la prima destinazione internazionale, Londra.
Poi la crescita diventa sempre più rapida: nel 1982 firma di un accordo di collaborazione con Air Inter, nel 1983 acquisto di due Fokker 27 serie 500. A questi, nel 1986, si affiancarono i primi due ATR 42, oculatamente utilizzati per conto di Air France. Ma l'anno dopo entrano in servizio anche i leggermente meno capienti Saab 340, anch'essi addossati soprattutto alla rete Air France.
All'inizio degli anni '90 la società era saldamente impiantata su tre pilastri operativi principali: le proprie rotte interne e per Londra, voli charter, servizi effettuati per conto di Air France e Air Inter. Oltre 100 i collegamenti quotidiani. La flotta comprende 10 ATR 42, 2 ATR 72, 6 Saab 340, 3 Embraer 110. Fondamentale il ruolo dei due aeroporti di Parigi (Roissy-Charles De Gaulle e Orly) e di quello "Saint-Exupery"/Satolas di Lione. Nel 1995 siglava un primo accordo con Air France e il 1° ottobre 1997 diventava addirittura  partner del programma "Air France Express"; il 19 giugno 1998 ne diventava definitivamente una sussidiaria. Negli anni successivi si aggiungeranno alla flotta anche i bireattori Fokker 100, quasi esclusivamente utilizzati nell'uniforme Air France.
All'inizio del Nuovo Millennio la rete comprendeva quasi 50 destinazioni e la flotta una quarantina di aerei tra cui spiccavano i nuovi Bombardier (Canadair) CRJ. Ma l'orologio del trasporto regionale francese stava per abbandonare le tradizionali lancette per i pannelli luminosi. Sotto l'egida del grande vettore nazionale il 31 marzo 2013 Brit Air perdeva la propria identità e, assieme ad Airlinair e Régional, assumeva quella di HOP!, la nuova aerolinea regionale di Air France.

## Flotta

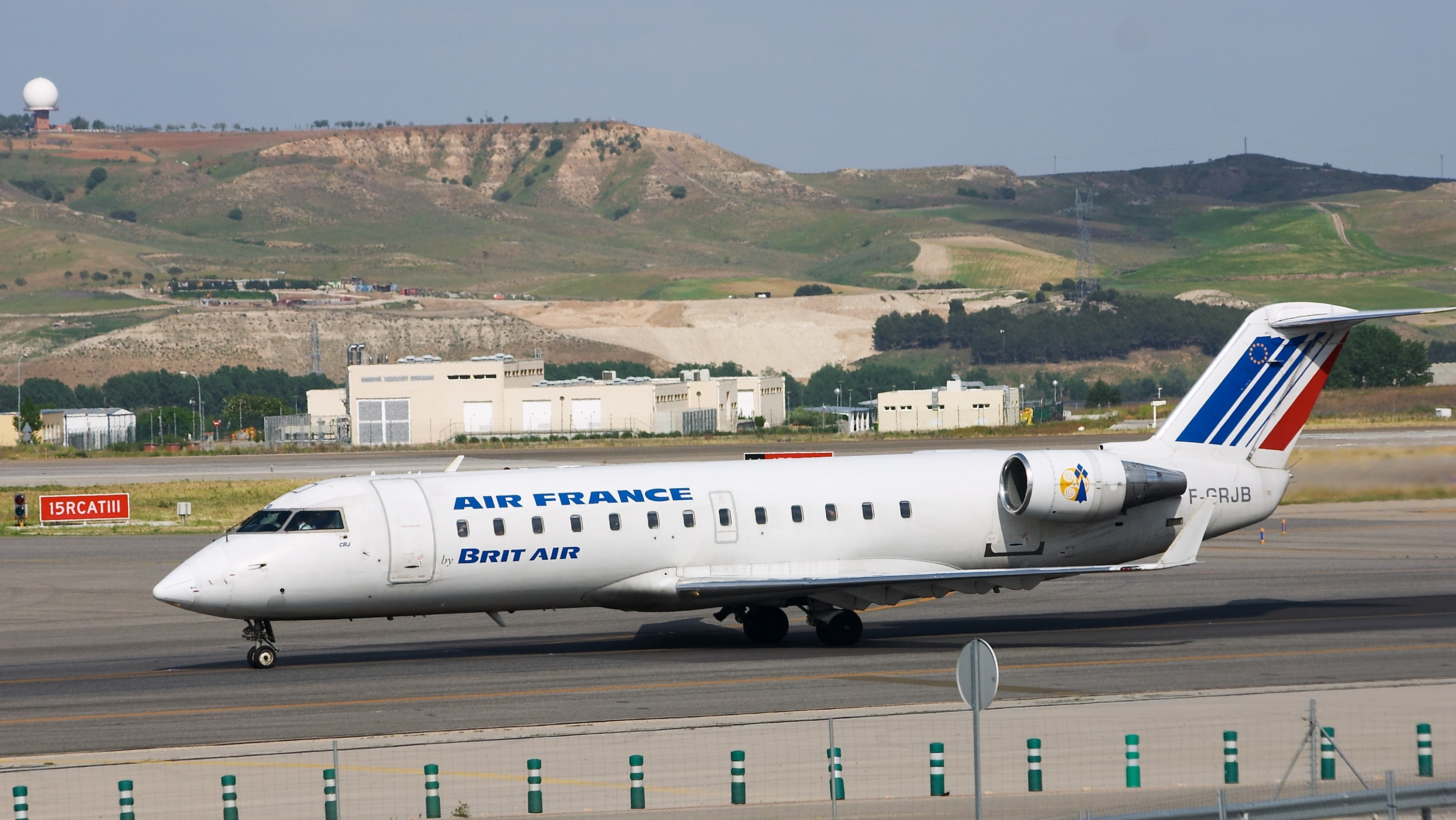
Un Bombardier CRJ negli inconfondibili colori di Air France

A 31 marzo 2011 la flotta comprendeva 43 aeromobili:
- 15 Bombardier CRJ-100ER (50 passeggeri)
- 15 Bombardier CRJ-700 (70 passeggeri)
- 1 Bombardier CRJ-900 (84 passeggeri)
- 6 Bombardier CRJ-1000 (100 passeggeri, acquistati nel 2007)
- 6 Fokker F100 (100 passeggeri)